# 1806 en droit
Cet article présente les faits marquants de l'année 1806 en droit.

## Événements
- Colonie du Cap : les Britanniques introduisent la liberté de la presse. Des journaux en anglais (Commercial Advertiser, Grahamston Journal) ou en afrikaans (Zuid Afrikaan) apparaissent et contribuent à passionner les débats entre Boers et Britanniques.

### Avril
- 18 avril : Nicholson Act. Première sanction des États-Unis contre les Britanniques qui saisissent les navires américains à destination de l’Europe en vertu du blocus maritime.